# Zalavár
Zalavár község Zala vármegyében, a Keszthelyi járásban.
Feltételezett középkori elnevezései németül: Mosaburg, latinul: Zaladia, szlovákul: Blatnohrad.

## Fekvése
Zalavár a Kis-Balaton két tározója közötti északi földnyelven helyezkedik el. A község területének nagy része víz alatt fekszik vagy mocsaras, és a Balaton-felvidéki Nemzeti Park része. Keletről a Kis-Balaton 2-es tározója, nyugatról az 1-es tározó és a Zala folyó határolja.
A település központja a Sármellék–Zalakomár közti 6831-es útról rövid kitérővel elérhető a 7512-es úton, amely a Galambok–Zalaszabar–Zalaapáti közti 7522-es útra vezet. Autóbusszal Keszthely felől jól megközelíthető. Zalakaros felől is rendszeresen közlekednek buszok a faluba, amit pár járat Zalakomárral és Nagykanizsával is összeköt.
Zalavár külterületi lakott helye a két tározó közötti földnyelv csúcsán elhelyezkedő Balatonhídvég, mindössze hat lakossal.
Érdekesség, hogy mind Zalavárt, mind Balatonhídvéget (korabeli nevén: Zalahídvég) érintette volna az 1847-ben tervezett Sopron-Kőszeg-Szombathely-Rum-Zalaszentgrót-Nagykanizsa vasútvonal.

## Története
1987-ben a régészek Balatonhídvég határában a késő bronzkori halomsíros kultúra egy telepét tárták fel. Az előkerült cserépmaradványok alapján a telepet i. e. 12. század körül lakhatták. Egy hulladékgödörből hüvelyesek:
- borsó (Pisum sativum),
- cicorlencse (Vicia ervilia),
- szegletes lednek (Lathyrus sativus) magvai kerültek elő.

Ez színvonalas konyhakerti kultúrára utal, ami azonban csak fejlett szántóföldi növénytermesztés kiegészítőjeként alakulhatott ki. A lakosok táplálkozásában nagy szerepet játszott a köles (Panicum miliaceum) is. A növénymaradványok mellett halcsigolyák (keszeg, csuka), valamint közelebbről meg nem határozott, veréb nagyságú (nádi?) madarak és emlősök csontjai is előkerültek.
A 4. században Valcum erőd kiépítése után Keszthely környéke sűrűn lakott hellyé vált. Valószínűleg ekkor épült Zalavár területén egy cölöpökre vert, mocsárral körbe zárt castrum. A népvándorlás idején több nép is elfoglalta, állt a keleti gótok, longobárdok, hunok, frankok birtokában is.

### Mosaburg
Manapság elterjedt történészi vélemény, hogy Zalavár területén feküdt Arnulf mosaburgi központja, ezt azonban többen vitatják, és szerintük a karintiai Moosburggal kell azonosítani a forrásokban említett Mosaburgot. 840-es években az elűzött Pribina (Privina) kapta hűbérbe, majd később örökbe a Zala folyó és a Balaton találkozásánál lévő mocsaras vidéket.
A keleti-frank források szerint a korábbi castrum helyén várat építtetett, amelynek a Mosaburg nevet adta (ószláv nyelven Blatengrad, szlovén nyelven Blatnograd, jelentésük: „Mocsárvár”). Pribina Mosaburgot tartományának központjává tette. (A legendás erődöt Fekete István Tüskevár című műve is megemlíti, a pontos helye ma sem ismert.)[forrás?]
Mosaburg első temploma 850-ben Mária tiszteletére épült, és Liutprand salzburgi érsek szentelte fel. A későbbiekben további templomok is épültek Pribina, illetve utódja, Kocel uralkodása idején. Az utóbbi fejedelem fogadta Cirill és Metód szerzeteseket udvarában. Kocel 876-os halála után Mosaburg ismét a frankok kezére jutott. Egy 885-ös összeírás szerint a salzburgi érsek tulajdonában állt a mosaburgi palánkvár, de továbbra is jelentős kulturális központ maradt.

### Zalavár
A magyarok 900 körül elfoglalták a várost, és a Zalavár nevet adták neki, és egyik fontos központjukká alakították.
Szent István király vármegyerendszerében a Zalavár közelében fekvő Kolonvár lett Kolon vármegye központja. Zalavár akkoriban királyi udvarház lehetett. Amikor az ispán Kolonvárból Zalavárba költözött, akkor Zalavár az új nevén Zala vármegye központja lett.
1019-ben új bazilika és bencés kolostor épült, amely alapításától fogva a település birtokosa volt. Zalavár ispánsági székhely rangjáról az első forrás 1137-ben szól. A vár első említése 1164-ből való, majd 1222-ben esik szó még mint királyi birtokról.
Az 1420-ban megerősített vár a 15. század közepére a Rozgonyiak tulajdonába került. Közben a település folyamatosan növelte jelentőségét, 1424-ben országos, 1474-ben hetivásár jogot kapott a királytól, és így a jelentősebb helyek közé tartozott.

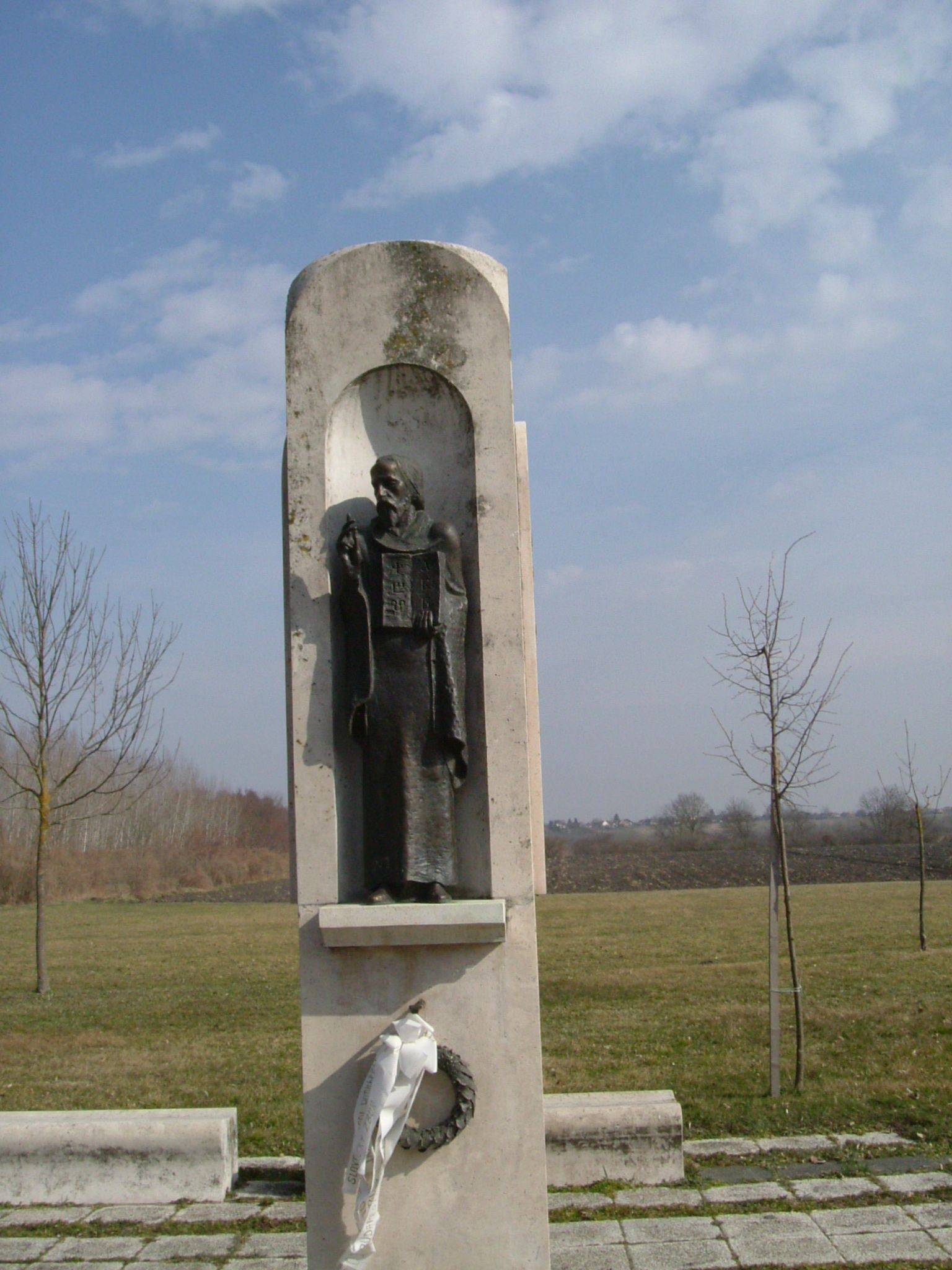
Cirill és Metód-emlékmű

A török 1532-es első támadása után azonban a lakosság drasztikusan fogyott, a város korábbi jelentőségét elvesztette. 1565-től a vár mint királyi végvár működött, Nagykanizsa 1600-as eleste után jelentősége nagyban fokozódott, közben azonban a település és a kolostor többször teljesen lakatlanná vált. A török katonai központhoz, Kanizsához legközelebb eső várban nehéz volt a szolgálat. Súlyos károkat szenvedett 1644-ben és 1650-ben, illetve 1682-ben, de egyébként is sok támadást vert vissza. 1690-ben, Kanizsa visszafoglalása után Zalavár védelmi funkciói megszűntek, 1702-ben a várat lebontották.
A 18. század elején a település korábbi mezővárosi jogaival újraéledt, azonban a kolostor és így a település birtokosa, a götweigi monostor, egyre nagyobb befolyást gyakorolt itt. Így a század végére már csak mint falu szerepel a felmérésekben. Mindazonáltal elmondható, hogy Zalavár lakosai jó anyagi helyzetben éltek, mivel a Zala menti lápos földek gazdag terméshozamot biztosítottak. Így a település lakosságszáma nagy ütemben nőtt. Ennek következtében a 19. századra a lakosság nagy része már zsellér, akik közül többen a Keszthely környéki uradalmon találtak idénymunkát.
1860-as években az apátság több vállalkozásba is kezdett. Először egy széntelep kiaknázásába kezdett, ám ezzel a tervvel felhagyott. Majd 1865-re a Zala folyó szabályozását hajtották végre, így korábban mocsaras földeket vonhattak művelés alá.
Még a 20. században is a mezőgazdaság biztos megélhetést nyújtott a település lakóinak. A megművelhető földek nagyságát nagyban növelték a Kis-Balaton rovására. Azonban az 1990-es években a Kis-Balaton újraélesztésével a település termőterületeinek egy jelentős hányadát elvesztette, így kierőszakolva a már szükséges gazdasági változásokat. Azóta Zalaváron nagyban nőtt a szolgáltatások aránya, és a turizmus is megjelent a településen.

## A történelmi emlékpark
Zalavár várszigeti része az 1990-es évek közepén még nagyrészt erdő és bozót borította hely volt, melyeket csak az itt folyó ásatások tisztásai törtek meg. 1938-ban Zala vármegye Szent István tiszteletére emlékművet is emelt itt, melyet azonban a gazdátlanság és az oktalan rongálások tettek tönkre.
Az itt kialakítandó emlékpark létrejöttének tulajdonképpen két egymástól független szándéka volt. Az egyik, a Balaton vízminőségének javítása érdekében 1980-1985 között a sziget szomszédságában jött létre a Kis-Balaton tározók első üteme, míg a másik, a Cirill és Metód apostolok egykori működésének helyére Bulgária emlékművet szeretett volna állítani egy 1985-ös jelzés szerint. Zala megye vezetése ekkor határozott úgy, hogy az emlékhelyet rendbe teszi és újjáépíti az 1938-as Szent István emlékművet is.
Az emlékhely építésére alapot adott a magyar honfoglalás 1100. évfordulója is, ezért elhatározták a hely továbbépítését, többek között a 11. századi templom alapfalaira a Szent István kápolna rekonstrukcióját.
Eközben az országos vízügyi szervek is e helyre tervezték felépíteni a kialakítandó új természetvédelmi egység bemutatóházát, az úgynevezett Kis-Balaton Házat.  Tervük végül különböző szempontok egyeztetése után meg is valósulhatott.
Az emlékpark építésének első üteme 2001-ben fejeződött be a Hadrianus mártír templom romjainak bemutatásával és egyúttal a térség parkosításával.
A megye 2009-ben, a Szent István-i alapítás 1000. évfordulóján Zala megye vezetése úgy döntött, hogy a legméltóbb helyen, a megye első központjában a millenniumnak méltó emléket állít.

## Nevezetességei
- Zalavár romjai

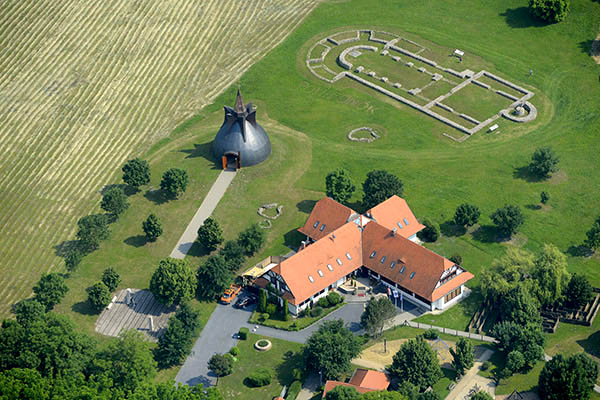
Zalavári Történelmi Emlékpark

- Szent István-emlékmű és -emlékkápolna
- Cirill és Metód-emlékmű
- A récéskúti bazilika romjai
- A Szent Adorján-bazilika romjai
- A salzburgi apátság romjai
- A Kis-Balaton-ház
- Fekete István-emlékszoba és Matula bácsi kunyhója
- Egy Karoling-kori palota romjai[9]

## Közélete

### Polgármesterei
- 1990–1994: Zentai György (SZDSZ)[10]
- 1994–1998: Berkenyés István (független)[11]
- 1998–2002: Berkenyés István (független)[12]
- 2002–2006: Berkenyés István (független)[13]
- 2006–2010: Berkenyés István (független)[14]
- 2010–2014: Berkenyés István (független)[15]
- 2014–2019: Horváth Ildikó (független)[16]
- 2019–2024: Lucz József (független)[17]
- 2024– : Lucz József (független)[1]

## Népesség
A település népességének változása:
| Lakosok száma | 886  | 859  | 853  | 802  | 870  | 871  | 835  |
|               | 2013 | 2014 | 2015 | 2021 | 2022 | 2023 | 2024 |

A 2011-es népszámlálás idején a nemzetiségi megoszlás a következő volt: magyar 94,7%, cigány 3%, német 1,7%. A lakosok 80,8%-a római katolikusnak, 1,1% reformátusnak, 0,55% evangélikusnak, 5,6% felekezeten kívülinek vallotta magát (11,8% nem nyilatkozott).
2022-ben a lakosság 89,4%-a vallotta magát magyarnak, 2,5% németnek, 2% cigánynak, 0,6% bolgárnak, 0,2% ukránnak, 0,1% románnak, 1,1% egyéb, nem hazai nemzetiségűnek (9,2% nem nyilatkozott; a kettős identitások miatt a végösszeg nagyobb lehet 100%-nál). Vallásuk szerint 56,7% volt római katolikus, 1,3% református, 0,2% evangélikus, 0,2% görög katolikus, 0,9% egyéb keresztény, 1,4% egyéb katolikus, 7,4% felekezeten kívüli (31,8% nem válaszolt).